# Fußballweltmeisterschaft der Obdachlosen

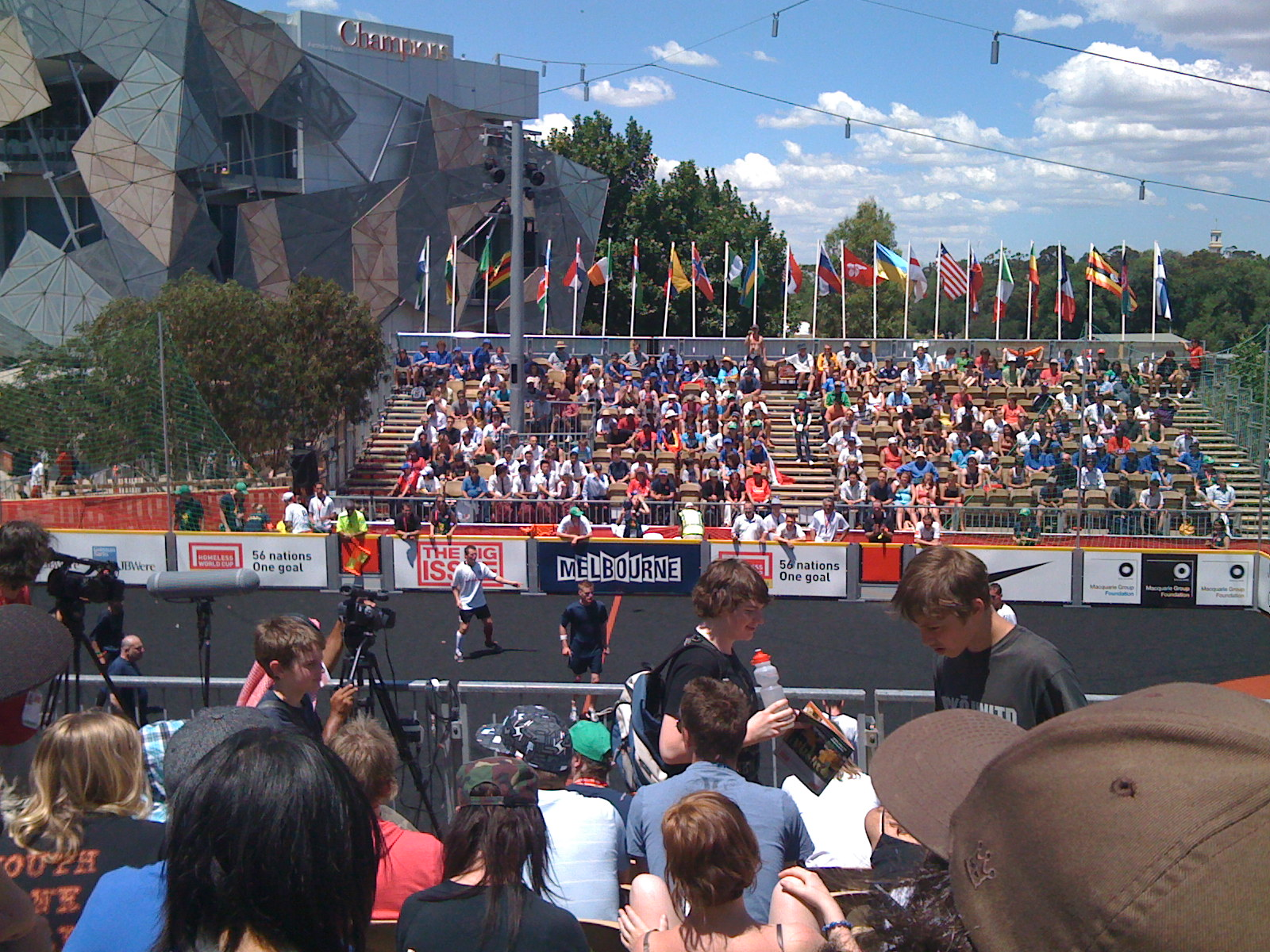
Homeless World Cup 2008 in Melbourne, Australien

Die Fußballweltmeisterschaft der Obdachlosen (englisch Homeless World Cup, HWC) ist ein von der UNO und UEFA unterstütztes und vom International Network of Street Papers (INSP) ausgerichtetes internationales Straßenfußball-Turnier, das seit 2003 jährlich ausgetragen wird und Obdachlose bei der Reintegration in die Gesellschaft unterstützen soll.

## Teilnahmekriterien und Regeln
Alle Spieler und Spielerinnen müssen das 16. Lebensjahr vollendet und dürfen noch bei keinem früheren HWC teilgenommen haben. Zudem muss mindestens eine weitere Voraussetzung erfüllt sein:
- zumindest vorübergehende (der nationalen Rechtsprechung entsprechende) Obdachlosigkeit im Jahr vor der Weltmeisterschaft (zwei Jahre bei Spielern in Alkohol- oder Drogenrehabilitationsprogrammen)
- der Lebensunterhalt wird als Straßenzeitungsverkäufer bestritten
- Asylbewerber ohne positiven oder bei abgelehntem Bescheid (höchstens zwei pro Teilnehmernation)

Teilnahmeberechtigt ist man einmal im Leben. Ein Spiel dauert jeweils 14 Minuten, aufgeteilt in zwei Hälften zu 7 Minuten. Steht es am Ende unentschieden, kommt es zu einem Elfmeterschießen.

## Geschichte
Bei der INSP (International Network of Street Papers) Konferenz 2001 in Kapstadt wurde die Idee des Homeless World Cups von Mel Young und Harald Schmied präsentiert. Diese Idee wurde von den Vertretern der Straßenzeitungen angenommen und 18 Monate später das erste Turnier in Graz, unterstützt von der Straßenzeitung Megaphon ausgetragen. In weiterer Folge entstand eine jährliche Veranstaltung mit wechselnden Austragungsorten.
Das Ziel der Veranstaltung ist, durch medienwirksame Sportveranstaltung Menschen aus der Obdachlosigkeit unter dem Slogan „Kick Off Poverty“ wieder zurück in geregelte Wohnverhältnisse zu bringen.
Die Aufmerksamkeit der Medien verstärkte das Engagement von Partnern und Sponsoren, die auf internationaler Ebene (wie beispielsweise Nike, Philips, Salesforce) oder auf jeweils nationaler Ebene (wie Manchester United oder Kaizer Chiefs) einzelne Themen oder die jeweilige Veranstaltung unterstützen. Zusätzlich sind von Beginn an neben der INSP auch die UEFA und die Vereinten Nationen Partner.
Im Jahre 2005 wurde das Projekt mit dem UEFA Charity Cheque ausgezeichnet. Der mit 1 Million CHF dotierte Scheck wurde am 26. August von Ronaldinho an Harald Schmied und Mel Young überreicht.
Im Jahr 2008 gab es zum ersten Mal ein Frauen-Turnier. Seit 2010 findet jedes Mal sowohl ein Männer- als auch ein Frauenwettkampf statt.
Wegen der Covid-19-Pandemie fanden zwischen 2020 und 2022 keine Wettkämpfe statt.
2024 wurde erstmals eine Frauen-Afrikameisterschaft unter dem Dach des Homeless World Cup ausgetragen. Die Auswahl Ugandas gewann das Turnier.

## Turniere
| Jahr | Land               | Stadt          | Ergebnis Männer                              | Ergebnis Frauen                   |
| ---- | ------------------ | -------------- | -------------------------------------------- | --------------------------------- |
| 2003 | Österreich         | Graz           | 1. Österreich 2. England 3. Niederlande      | kein Wettkampf                    |
| 2004 | Schweden           | Göteborg       | 1. Italien 2. Österreich 3. Polen            | kein Wettkampf                    |
| 2005 | Schottland         | Edinburgh      | 1. Italien 2. Polen 3. Ukraine               | kein Wettkampf                    |
| 2006 | Südafrika          | Kapstadt       | 1. Russland 2. Kasachstan 3. Polen           | kein Wettkampf                    |
| 2007 | Dänemark           | Kopenhagen     | 1. Schottland 2. Polen 3. Liberia            | kein Wettkampf                    |
| 2008 | Australien         | Melbourne      | 1. Afghanistan 2. Russland 3. Ghana          | 1. Sambia 2. Liberia 3. Kamerun   |
| 2009 | Italien            | Mailand        | 1. Ukraine 2. Portugal 3. Brasilien          | kein Wettkampf                    |
| 2010 | Brasilien          | Rio de Janeiro | 1. Brasilien 2. Chile 3. Mexiko              | 1. Brasilien 2. Mexiko 3. Haiti   |
| 2011 | Frankreich         | Paris          | 1. Schottland 2. Mexiko 3. Brasilien         | 1. Kenia 2. Mexiko 3. Brasilien   |
| 2012 | Mexiko             | Mexiko-Stadt   | 1. Chile 2. Mexiko 3. Brasilien              | 1. Mexiko 2. Brasilien 3. Chile   |
| 2013 | Polen              | Posen          | 1. Brasilien 2. Mexiko 3. Russland           | 1. Mexiko 2. Chile 3. Ungarn      |
| 2014 | Chile              | Santiago       | 1. Chile 2. Bosnien und Herzegowina 3. Polen | 1. Chile 2. Mexiko 3. Brasilien   |
| 2015 | Niederlande        | Amsterdam      | 1. Mexiko 2. Ukraine 3. Portugal             | 1. Mexiko 2. Chile 3. Norwegen    |
| 2016 | Schottland         | Glasgow        | 1. Mexiko 2. Brasilien 3. Russland           | 1. Mexiko 2. Kirgisistan 3. Chile |
| 2017 | Norwegen           | Oslo           | 1. Brasilien 2. Mexiko 3. Russland           | 1. Mexiko 2. Chile 3. Kenia       |
| 2018 | Mexiko             | Mexiko-Stadt   | 1. Mexiko 2. Chile 3. Ungarn                 | 1. Mexiko 2. Kolumbien 3. Chile   |
| 2019 | Wales              | Cardiff        | 1. Mexiko 2. Chile 3. Russland               | 1. Mexiko 2. Peru 3. Rumänien     |
| 2023 | Vereinigte Staaten | Sacramento     | 1. Chile 2. Mexiko 3. Brasilien              | 1. Mexiko 2. Chile 3. Rumänien    |
| 2024 | Südkorea           | Seoul          | 1. Mexiko 2. England 3. Litauen              | 1. Mexiko 2. Rumänien 3. Polen    |

## Erfolgreichste Nationen
Anmerkung: Sortierung nach Gesamtzahl 1., 2. und 3. Plätze.
| Land                    | Männer   | Männer   | Männer   | Frauen   | Frauen   | Frauen   |
| Land                    | 1. Platz | 2. Platz | 3. Platz | 1. Platz | 2. Platz | 3. Platz |
| ----------------------- | -------- | -------- | -------- | -------- | -------- | -------- |
| Mexiko                  | 4        | 5        | 1        | 9        | 3        |          |
| Chile                   | 3        | 3        |          | 1        | 4        | 3        |
| Brasilien               | 3        | 1        | 4        | 1        | 1        | 2        |
| Italien                 | 2        |          |          |          |          |          |
| Schottland              | 2        |          |          |          |          |          |
| Russland                | 1        | 2        | 4        |          |          |          |
| Ukraine                 | 1        | 1        | 1        |          |          |          |
| Österreich              | 1        | 1        |          |          |          |          |
| Afghanistan             | 1        |          |          |          |          |          |
| Kenia                   |          |          |          | 1        |          | 1        |
| Samoa                   |          |          |          | 1        |          |          |
| Polen                   |          | 2        | 3        |          |          | 1        |
| England                 |          | 2        |          |          |          |          |
| Bosnien und Herzegowina |          | 1        |          |          |          |          |
| Kasachstan              |          | 1        |          |          |          |          |
| Kirgisistan             |          |          |          |          | 1        |          |
| Kolumbien               |          |          |          |          | 1        |          |
| Peru                    |          |          |          |          | 1        |          |
| Portugal                |          | 1        |          |          |          |          |
| Liberia                 |          |          | 1        |          | 1        |          |
| Ungarn                  |          |          | 1        |          |          | 1        |
| Ghana                   |          |          | 1        |          |          |          |
| Haiti                   |          |          |          |          |          | 1        |
| Kamerun                 |          |          |          |          |          | 1        |
| Niederlande             |          |          | 1        |          |          |          |
| Litauen                 |          |          | 1        |          |          |          |
| Rumänien                |          |          |          |          | 1        | 1        |
| Norwegen                |          |          |          |          |          | 1        |

## Film
- Kicking It – Regie: Susan Koch, Jeff Werner; Eine Dokumentation über die Fußballweltmeisterschaft der Obdachlosen im Jahr 2007 auf DVD (Erscheinungstermin: 7. Mai 2010)
- Kick Off – Regie: Hüseyin Tabak; Ein Dokumentarfilm über das Österreichische Team auf seinem Weg zur Weltmeisterschaft 2008 im Australischen Melbourne.
- Dream, Spielfilm, Südkorea 2023 – Regie: Lee Byeong-heon; Hauptrollen: Park Seo-joon und Lee Ji-eun. Sportkomödie über einen gescheiterten Profi-Fußballer, der als Trainer eine hoffnungslose Truppe Obdachloser zur Fußball-WM der Obdachlosen führt.
- The Beautiful Game, Netflix-Film: Dramafilm von 2024 – Regie: Thea Sharrock; Dramafilm über das Englische Team in der Obdachlosen Fußballweltmeisterschaft in Rom, Italien.